# Giulia Monaco
Giulia Monaco (Roma, 17 maggio 1993) è una calciatrice italiana, di ruolo centrocampista.

## Carriera
Fino all'età di 15 anni gioca nei settori giovanili di due società dilettantistiche maschili romane (S.F. Cabrini ed A.S.D. Guardia di Finanza); successivamente si trasferisce al Real Colombò, con cui dal 2008 al 2011 gioca in prima squadra nella Serie C femminile
Nell'estate del 2011 si trasferisce alla Lazio CF femminile, società con la quale nella stagione 2011-2012 esordisce nel campionato di Serie A, nel quale gioca 6 partite; gioca in prima divisione anche nella stagione 2012-2013, sempre con le biancocelesti, con le quali retrocede in Serie B, disputando altre 25 partite in campionato. Nella stagione 2013-2014 e nella stagione 2014-2015 gioca quindi in seconda divisione con la formazione romana, nella quale milita quindi per complessive 4 stagioni consecutive.
Nell'estate del 2015 si trasferisce alla Roma CF; con le giallorosse nella stagione 2015-2016 conquista un secondo posto nel campionato di Serie B, nel quale segna un gol in 13 presenze, a cui aggiunge 2 presenze senza reti in Coppa Italia. Viene riconfermata in rosa anche per la stagione successiva, nella quale gioca nuovamente nel campionato di Serie B.